# Die Saat der Gewalt
Die Saat der Gewalt (Originaltitel: Blackboard Jungle) ist ein US-amerikanischer Spielfilm aus dem Jahr 1955. Regie führte Richard Brooks. Die Hauptrolle wurde von Glenn Ford gespielt. In den Vereinigten Staaten hatte das Filmdrama am 19. März 1955 Premiere. Die Geschichte basiert auf dem gleichnamigen Roman von Evan Hunter, der darin seine eigenen Erfahrungen als Lehrer in der Bronx verarbeitete.

## Handlung
Der Weltkriegsveteran Richard Dadier nimmt eine Stelle als Englischlehrer an einer High School an. An dieser Schule haben die Schüler das Sagen und die Lehrer haben es aufgegeben, die Schüler unter Kontrolle zu bringen und ihnen den Lernstoff zu vermitteln. Doch der junge Mr. Dadier, dessen Frau ein Kind erwartet, versucht, geleitet von seinem Idealismus, den Schülern etwas beizubringen.
Anfangs verhalten sich die Schüler wie zu erwarten respektlos und aggressiv gegenüber dem neuen Lehrer. Dadier sieht jedoch in dem jungen Afroamerikaner Miller eine Führungspersönlichkeit, die ihm nicht nur lernwillig erscheint, sondern auch fähig, ihre Mitschüler zu motivieren. Miller weigert sich anfangs, geht in seinem Widerstand jedoch nicht so weit wie der Bandenführer West, der dem neuen Lehrer das Leben so schwer wie möglich macht und andere Schüler gegen ihn aufhetzt. Dies führt sogar dazu, dass Dadier von der Bande zusammengeschlagen wird und seine Frau eine Frühgeburt erleidet, nachdem West ihr gegenüber anonym behauptet, ihr Mann habe eine Affäre.
Trotz einiger Ausrutscher besinnt sich Dadier immer wieder auf seine Ideale und gibt den Versuch nicht auf, aus seiner Klasse eine Gruppe ordentlicher Schüler zu machen und ihnen etwas beizubringen. Durch Gespräche schafft Dadier es, Miller auf seine Seite zu bringen, sodass dieser ihm in einer Art Showdown, als West versucht, Dadier im Klassenzimmer zu erstechen, beisteht. Dadier überwältigt West und die anderen Schüler wenden sich von West ab und beschließen, künftig den Unterricht nicht weiter zu boykottieren.

## Titelmusik
Der Film beginnt und endet mit dem Song Rock Around The Clock von Bill Haley & His Comets, der dadurch weltweit zur Marseillaise der Teenager-Revolution (Lillian Roxon) wurde.
Jahrelang wurde vermutet, die Titelmusik sei von der Tochter des Produzenten entdeckt worden, was sich jedoch als falsch herausstellte. Zunächst als B-Seite der Haley-Platte Thirteen Women (Decca 29124) im Billboard-Magazin, New York, am 15. Mai 1954 als Foxtrott vorgestellt, verschwand der Song nach einer Woche in den Top 30 wieder aus den Hitlisten. Der Regisseur Richard Brooks hörte jedoch das Stück im Hause seines Hauptdarstellers Glenn Ford, dessen Sohn Peter ein Bill-Haley-Fan war, und entschied intuitiv, dass das Lied im Vorspann und noch einmal als Hintergrundmusik am Ende des Films Blackboard Jungle (Saat der Gewalt) eingespielt wurde.
Mit dieser Entscheidung wurde Rock Around The Clock bei der weltweiten Aufführung ein Erfolgshit und für die Nachkriegsjugend das Signal für eine neue, hauptsächlich auf sie ausgerichtete Musikepoche; der Rock ’n’ Roll trat seinen Siegeszug an. Die Plattenfirma Decca zog sofort nach und veröffentlichte den Titel im Sommer 1955 erneut als A-Seite. Der Clock-Song war, nicht zuletzt durch seine Wiederverwendung im gleichnamigen Columbia-Film Rock Around The Clock (Außer Rand und Band), 1955 und 1956 der Nummer-eins-Hit in den USA, Australien, Großbritannien, Deutschland (als einziger nicht deutschsprachiger Titel des Jahres) und vielen europäischen Ländern. In Deutschland und England war Rock Around The Clock die erste ausländische Platte, die über eine Million Mal verkauft wurde und mit einer „Goldenen“ Schallplatte ausgezeichnet wurde. Über die Jahre hinweg schaffte es Rock Around the Clock, weltweit mehrmals wieder in die Hitparaden zu kommen. Das Lied ist nach Elton Johns Candle in the Wind und Bing Crosbys White Christmas eine der meistverkauften Singles aller Zeiten. Man sprach bereits Ende der 1960er Jahre von annähernd 20 Millionen verkauften Tonträgern des DECCA-Originalsongs. Nach Aussagen von Marshall Lytle, der bei den Comets bis September 1955 den Bass spielte, wurde Rock Around The Clock bis zum 50-jährigen Jubiläum im Jahre 2004 auf verschiedenen Tonträgern weltweit insgesamt über 200 Millionen Mal verkauft und hat damit gute Chancen, das am weitesten verbreitete Musikstück der Geschichte zu sein.

## Synchronisation
Die deutsche Synchronbearbeitung wurde 1955 im MGM-Synchronisations-Atelier Berlin angefertigt.
| Rolle                | Darsteller      | Synchronsprecher      |
| -------------------- | --------------- | --------------------- |
| Richard Dadier       | Glenn Ford      | Heinz Drache          |
| Anne Dadier          | Anne Francis    | Margot Leonard        |
| Jim Murdock          | Louis Calhern   | Siegfried Schürenberg |
| Lois Judby Hammond   | Margaret Hayes  | Agi Prandhoff         |
| Mr. Warneke          | John Hoyt       | Alfred Balthoff       |
| Joshua Y. Edwards    | Richard Kiley   | Eckart Dux            |
| Mr. Halloran         | Emile Meyer     | Hans Wiegner          |
| Dr. Bradley          | Warner Anderson | Heinz Giese           |
| Professor A.R. Kraal | Basil Ruysdael  | Paul Bildt            |
| Gregory W. Miller    | Sidney Poitier  | Hans Dieter Zeidler   |
| Artie West           | Vic Morrow      | Wolfgang Gruner       |
| Belazi               | Dan Terranova   | Horst Buchholz        |
| Emmanuel Stoker      | Paul Mazursky   | Harry Wüstenhagen     |
| Manners              | Tom McKee       | Kurt Waitzmann        |
| Polizeibeamter       | Horace McMahon  | Hans Hessling         |
| Santini              | Jamie Farr      | Achim Strietzel       |
| George Katz          | Robert Foulk    | Eduard Wandrey        |

## Auszeichnungen
Der Film wurde 1956 unter anderem für vier Oscars in den Kategorien Bestes Szenenbild Schwarz-Weiß, Beste Kamera, Bester Schnitt und Bestes adaptiertes Drehbuch nominiert.

## Kritiken
„Gut gemachter, kompromißloser Film über die Jugendprobleme der 1950er Jahre, der zu seiner Zeit heiß diskutiert wurde.“

„Bill Haleys ‚Rock Around the Clock‘, die Leitfanfare dieses harten, realistischen Schulreißers, ist nicht das einzige aufwühlende Element. Brooks (…) greift tief in die Trickkiste und scheut sich auch nicht, Tatsachen zu benennen: Der Haß der Generationen in den fünfziger Jahren ist unüberbrückbar. (Wertung: 2½  von 4 möglichen Sternen – überdurchschnittlich)“

„Ein vieldiskutierter, hervorragend gemachter Film von starker Härte, nur für Erwachsene sehenswert.“

„In seiner Härte und Realistik fast an die Grenze des Möglichen gehend, schildert der Film das Ringen eines Berufsschullehrers um die Seelen seiner von ein paar jugendlichen Gangstern tyrannisierten Schüler. Der harte, aber ehrliche und gut gestaltete Film ist empfehlenswert.“

Die Filmbewertungsstelle Wiesbaden verlieh der Produktion das Prädikat besonders wertvoll.